# Gho

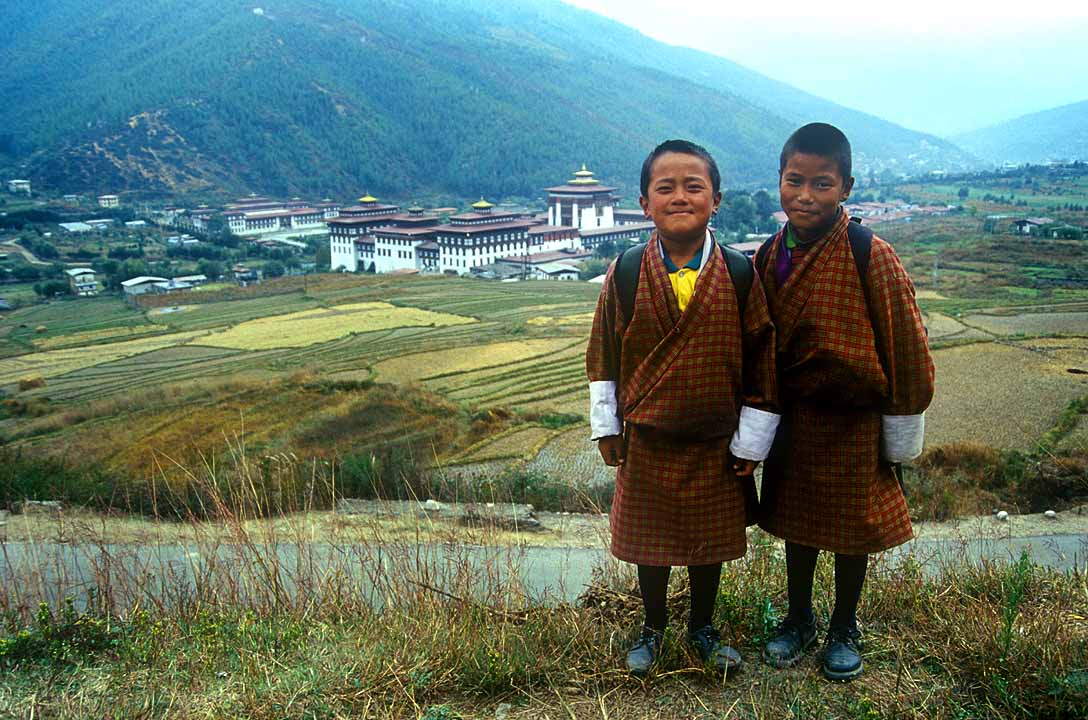
Niños butaneses con gho.

El gho es una indumentaria tradicional utilizada por los hombres en el Reino de Bután. Consiste en una larga bata o túnica hasta las rodillas atada con cinturón tejido a mano (llamado kera) plegada de tal modo que forma una especie de bolsillo a nivel del estómago. Fue introducido en el siglo XVII por Shabdrung Ngawang Namgyal para proporcionar a los butaneses una identidad más distintiva.
Debajo del gho, los hombres usan una tegu, una chaqueta blanca con puños largos doblados hacia atrás.
El gho que se lleva todos los días es de algodón o lana mientras que para las ocasiones especiales se lleva uno de seda. Se recuerda que, según el código de indumentaria nacional (driglam namzha), todos los ciudadanos de Bután deben llevar puestas en público las vestimentas tradicionales.